# Christen Democratisch Jongeren Appèl
Het Christen Democratisch Jongeren Appèl (CDJA) is de jongerenorganisatie van het Christen-Democratisch Appèl (CDA). Verschillende CDA-prominenten komen voort uit het CDJA, onder wie Maxime Verhagen, Jan Kees de Jager, Jack de Vries, Wim van de Camp, Corien Wortmann, Ad Koppejan en Mirjam Sterk.

## Achtergrond
Het CDJA is de jongerenorganisatie van het CDA en is lokaal, landelijk en internationaal actief. Als organisatie kent het CDJA ongeveer 2000 leden die jaarlijks meer dan 200 activiteiten organiseren verspreid over bijna 30 afdelingen door heel Nederland.
In de statuten stelt het CDJA zich als doel jongeren te informeren over en te betrekken bij politiek, en om mee te denken met het CDA en deze kritisch te begeleiden. De politieke leerschool functie van het CDJA zorgde er bij de Nederlandse gemeenteraadsverkiezingen 2018 voor dat het CDA meer dan 700 jongerenkandidaten leverde.
Het CDJA organiseert, op verschillende niveaus, verschillende bijeenkomsten, debatten, trainingen en inhoudelijke discussies. CDJA'ers houden zich vooral bezig met landelijke en lokale politiek, maar zetten zich ook in via diverse vormen van vrijwilligerswerk. Als christendemocratische politieke jongerenorganisatie zet het CDJA zich in voor de belangen van jongeren, bijvoorbeeld op de gebieden van onderwijs, wonen en de arbeidsmarkt. Het CDJA is onafhankelijk van het CDA, maar werkt er wel nauw mee samen.

## Ideologie
Net als het CDA is het CDJA een politieke organisatie die hoort tot de christendemocratische stroming. De christendemocratie is geïnspireerd door de Bijbel en christelijke tradities.
De basis van de christendemocratie is het mensbeeld. Vanuit dit mensbeeld zijn er vier grondslagen opgesteld: publieke gerechtigheid, gespreide verantwoordelijkheid, solidariteit en rentmeesterschap. Deze kunnen volgens het CDJA niet los van elkaar worden gezien maar zijn met elkaar verbonden. Bij het oplossen van maatschappelijke en politieke problemen gebruikt het CDJA deze vier grondslagen als uitgangspunten.

## Speerpunten
Het CDJA wordt beschouwd als aanjager van het inhoudelijke debat binnen het CDA. Enkele speerpunten van het CDJA zijn:
Onderwijs
- Voor meer waardering voor het vakonderwijs
- Voor uitbreiden van de aanvullende beurs

Wonen
- Voor meer woningen voor studenten en starters
- Tegen het kraken van leegstaande huizen
- Voor een startersfonds in elke gemeente

Arbeidsmarkt
- Voor eerlijke lonen en kansen voor werkgevers
- Tegen lange flexcontracten en onbetaalde stages
- Voor uitbreiding van het vaderschapsverlof

## Recente acties
Het CDJA neemt actief deel aan het maatschappelijke debat. Op die manier probeert de jongerenorganisatie actief de politieke besluitvorming te beïnvloeden. Zo was de maatschappelijke stage oorspronkelijk een idee van het CDJA. Naast het indienen van voorstellen op congressen van het CDA verschijnt het CDJA dan ook zelfstandig in de media.
In 2021 maakte het CDJA zich sterk voor een systeem van "leerrechten" als een alternatief voor het leenstelsel. Een jaar later riep de jongerentak op aan haar leden om minder contributie over te maken in reactie op de verlaagde basisbeurs. Daarnaast kwam het CDJA samen met een aantal andere politieke jongerenorganisaties met een oproep om meer aandacht te besteden aan de klimaatdoelen.

## Internationaal
Het CDJA is lid van YEPP, de jongerenorganisatie van de Europese Volkspartij. Daarnaast is het CDJA actief in organisaties zoals het YIMD die meerpartijendemocratie in ontwikkelende landen in Afrika en Zuid-Amerika stimuleert.

## Voorgeschiedenis
Het CDJA is in 1981 ontstaan uit de jongerenorganisaties van de ARP (ARJOS), de CHU (CHJO) en de KVP (KVP-jongerenorganisatie) nadat de moederorganisaties deze fusie hadden afgerond. Het streven van de jongeren om ook in 1980 in een gezamenlijke organisatie (het CDJA) op te gaan, werd verstoord door het ARJOS-congres. Hier haalde het voorstel tot opheffing niet de benodigde tweederdemeerderheid. In januari 1981 lukte dit wel.

## Landelijk voorzitters
| van       | tot       | naam                                      |
| --------- | --------- | ----------------------------------------- |
| 1977      | 1978      | Fred Borgman                              |
| 1978      | 1979      | Ria Oomen                                 |
| 1979      | 1980      | Peter Heukels                             |
| 1980      | 1984      | Johan de Leeuw                            |
| 1984      | 1988      | Hans Huibers                              |
| 1988      | 1992      | Ad Koppejan                               |
| 1992      | 1996      | Jack de Vries                             |
| 1996      | 2000      | Teusjan Vlot                              |
| 2000      | 2002      | Loek Schueller                            |
| 2002      | 2004      | Pim Walenkamp                             |
| feb. 2004 | mei 2004  | Maarten Jansen                            |
| 2004      | 2005      | Ronald van Bruchem                        |
| 2006      | 2009      | Harry van der Molen                       |
| 2009      | 2011      | Jeroen van Velzen                         |
| 2011      | 2013      | Arrie Vis                                 |
| 2013      | 2017      | Julius Terpstra                           |
| jan. 2017 | mei 2017  | Ard Warnink (ad interim)                  |
| 2017      | 2019      | Lotte Schipper                            |
| 2019      | 2021      | Hielke Onnink                             |
| 2021      | 2022      | Tom Scheepstra                            |
| aug. 2022 | dec. 2022 | Jiska Post & Sophie Koppejan (ad interim) |
| 2022      | 2024      | Kevin Klinkspoor                          |
| 2024      | Heden     | Joanne Sloof                              |